# Нимели, Сильванус
Сильва́нус Ни́мели (англ. Sylvanus Nimely; род. 4 сентября 1998, Монровия) — либерийский футболист, нападающий узбекистанского клуба «Нефтчи (Фергана)».

## Клубная карьера
Начинал карьеру в местном клубе «Монровия Клаб Брюэрис». В 2014 году переехал в Чехию, где выступал за юношеские команды «Витковице», «Карвины» и «Баника».
В сентябре 2016 года, по достижении 18-летнего возраста, подписал первый профессиональный контракт на 3 года с «Карвиной» и получил разрешение ФИФА выступать на официальном уровне. 30 ноября 2016 года дебютировал в первой команде «Карвины», сыграв 54 минуты в матче Кубка Чехии против пражской «Дуклы» (2:2).
Зимой 2017 года прибыл на просмотр во вторую команду московского «Спартака» и принял участие в матче Кубка ФНЛ против «СКА-Хабаровск» (1:1). 24 февраля 2017 года подписал контракт со «Спартаком» на 4,5 года. Сумма трансфера составила 100 000 евро. 19 марта сыграл первый официальный матч за «Спартак-2», выйдя на замену на 68-й минуте в домашней встрече против московского «Динамо» (1:1). 12 апреля забил первый гол за «Спартак-2», отличившись в гостевой встрече против «Спартака-Нальчик» (1:1).
Летние сборы 2018 года проходил вместе с первой командой «Спартака» и принимал участие в товарищеских играх. 29 октября 2018 года дебютировал за основной состав «Спартака» в матче 12-го тура РПЛ против «Рубина» (1:1), выйдя на замену на 57-й минуте вместо Софьяна Ханни.
26 января 2021 года перешёл в велика-горицкую «Горицу». 7 марта 2021 года дебютировал за «Горицу» в матче против «Осиека» (1:1) выйдя в стартовом составе и проведя на поле 56 минут. Первый мяч за хорватскую команду забил 16 марта 2021 года в матче 1/4 финала Кубка Хорватии против «Хайдука» (3:0).
В августе 2021 года заключил контракт с «Ильвесом», за который дебютировал 21 августа 2021 года в матче 20-го тура чемпионата Финляндии против «Интера» (0:2). В феврале 2023 года перешёл в узбекский клуб «Сурхан». 14 августа 2024 года стал игроком азербайджанского клуба «Сумгаит».

## Достижения

### Командные
«Спартак» (Москва)
- Обладатель Суперкубка России: 2017

### Личные
- Лучший легионер первенства ФНЛ: 2018/19[18]

## Статистика

### Клубная
| Выступление            | Выступление      | Выступление      | Лига | Лига | Кубки | Кубки | Еврокубки | Еврокубки | Итого | Итого |
| Клуб                   | Лига             | Сезон            | Игры | Голы | Игры  | Голы  | Игры      | Голы      | Игры  | Голы  |
| ---------------------- | ---------------- | ---------------- | ---- | ---- | ----- | ----- | --------- | --------- | ----- | ----- |
| Карвина                | Первая лига      | 2016/17          | —    | —    | 1     | 0     | —         | —         | 1     | 0     |
| Карвина                | Итого            | Итого            | —    | —    | 1     | 0     | —         | —         | 1     | 0     |
| Спартак (Москва)       | Премьер-лига     | 2018/19          | 1    | 0    | —     | —     | —         | —         | 1     | 0     |
| Спартак (Москва)       | Итого            | Итого            | 1    | 0    | —     | —     | —         | —         | 1     | 0     |
| → Спартак-2            | ФНЛ              | 2016/17          | 11   | 1    | —     | —     | —         | —         | 11    | 1     |
| → Спартак-2            | ФНЛ              | 2017/18          | 29   | 5    | —     | —     | —         | —         | 29    | 5     |
| → Спартак-2            | ФНЛ              | 2018/19          | 29   | 8    | —     | —     | —         | —         | 29    | 8     |
| → Спартак-2            | ФНЛ              | 2019/20          | 24   | 6    | —     | —     | —         | —         | 24    | 6     |
| → Спартак-2            | ФНЛ              | 2020/21          | 16   | 3    | —     | —     | —         | —         | 16    | 3     |
| → Спартак-2            | Итого            | Итого            | 109  | 23   | —     | —     | —         | —         | 109   | 23    |
| Горица (Велика-Горица) | Первая лига      | 2020/21          | 9    | 0    | 2     | 1     | —         | —         | 11    | 1     |
| Горица (Велика-Горица) | Итого            | Итого            | 9    | 0    | 2     | 1     | —         | —         | 11    | 1     |
| Ильвес                 | Вейккауслига     | 2021             | 11   | 0    | —     | —     | —         | —         | 11    | 0     |
| Ильвес                 | Итого            | Итого            | 11   | 0    | —     | —     | —         | —         | 11    | 0     |
| Солин                  | Первая лига      | 2021/22          | 9    | 0    | —     | —     | —         | —         | 9     | 0     |
| Солин                  | Первая лига      | 2022/23          | 16   | 4    | 2     | 2     | —         | —         | 18    | 6     |
| Солин                  | Итого            | Итого            | 25   | 4    | 2     | 2     | —         | —         | 27    | 6     |
| Сурхан                 | Суперлига        | 2023             | 26   | 12   | 4     | 1     | —         | —         | 30    | 13    |
| Сурхан                 | Суперлига        | 2024             | 4    | 0    | 1     | 1     | —         | —         | 5     | 1     |
| Сурхан                 | Итого            | Итого            | 30   | 12   | 5     | 2     | —         | —         | 35    | 14    |
| Всего за карьеру       | Всего за карьеру | Всего за карьеру | 185  | 39   | 10    | 5     | —         | —         | 195   | 44    |

### Сборная
| Матчи Сильвануса Нимели за сборную Либерии | Матчи Сильвануса Нимели за сборную Либерии | Матчи Сильвануса Нимели за сборную Либерии | Матчи Сильвануса Нимели за сборную Либерии | Матчи Сильвануса Нимели за сборную Либерии | Матчи Сильвануса Нимели за сборную Либерии | Матчи Сильвануса Нимели за сборную Либерии |
| ------------------------------------------ | ------------------------------------------ | ------------------------------------------ | ------------------------------------------ | ------------------------------------------ | ------------------------------------------ | ------------------------------------------ |
| №                                          | Дата                                       | Оппонент                                   | Счёт                                       | Голы                                       | Соревнование                               |                                            |
| 1                                          | 7 сентября 2013                            | Ангола                                     | 1:4                                        | —                                          | Отборочные матчи ЧМ-2014                   |                                            |
| 2                                          | 5 июня 2017                                | Сьерра-Леоне                               | 1:0                                        | —                                          | Товарищеский матч                          |                                            |
| 3                                          | 11 июня 2017                               | Зимбабве                                   | 0:3                                        | —                                          | Отборочные матчи к КАН-2019                |                                            |
| 4                                          | 9 сентября 2018                            | ДР Конго                                   | 1:1                                        | —                                          | Отборочные матчи к КАН-2019                |                                            |
| 5                                          | 11 сентября 2018                           | Нигерия                                    | 1:2                                        | —                                          | Товарищеский матч                          |                                            |
| 6                                          | 11 октября 2018                            | Республика Конго                           | 1:3                                        | —                                          | Отборочные матчи к КАН-2019                |                                            |
| 7                                          | 18 ноября 2018                             | Зимбабве                                   | 1:0                                        | —                                          | Отборочные матчи к КАН-2019                |                                            |
| 8                                          | 24 марта 2019                              | ДР Конго                                   | 0:1                                        | —                                          | Отборочные матчи к КАН-2019                |                                            |
| 9                                          | 26 марта 2019                              | Кот-д’Ивуар                                | 0:1                                        | —                                          | Товарищеский матч                          |                                            |
| 10                                         | 9 октября 2019                             | Чад                                        | 1:0                                        | —                                          | Предварительный раунд к отбору КАН-2021    |                                            |
| 11                                         | 13 октября 2019                            | Чад                                        | 0:1 (4:5 пен.)                             | —                                          | Предварительный раунд к отбору КАН-2021    |                                            |
| 12                                         | 13 ноября 2021                             | Нигерия                                    | 0:2                                        | —                                          | Отборочные матчи к ЧМ-2022                 |                                            |

Итого: 12 матчей; 3 победы, 1 ничья, 8 поражений.

## Личная жизнь
У Сильвануса есть старший брат — Алекс Нимели, бывший футболист «Манчестер Сити» и сборной Англии до 20 лет.